# Leana Bissig
Leana Bissig (* 3. Januar 1999) ist eine Schweizer Triathletin. Sie ist Schweizer Meisterin Triathlon Sprintdistanz (2023).

## Werdegang
Bis zu meinem 13. Lebensjahr war Leana Bissig im Schwimmverein und sie wechselte 2012 zum Triathlon.
Leana Bissig wurde 2018 Schweizer Junioren-Meisterin und 2023 Schweizer Meisterin auf der Triathlon-Sprintdistanz.

Im Oktober 2024 belegte die 25-Jährige den dritten Rang im Ironman 70.3 Cascais.
2025 wurde sie im Mai Sechste im Ironman 70.3 Kraichgau.
Leana Bissig ist Masterstudentin Medizintechnik an der ETH Zürich.

## Sportliche Erfolge
| Datum/Jahr    | Rang | Wettbewerb                                                    | Austragungsort       | Zeit     | Bemerkung                                            |
| ------------- | ---- | ------------------------------------------------------------- | -------------------- | -------- | ---------------------------------------------------- |
| 25. Juni 2023 | 1    | Schweizer Meisterschaften Triathlon Sprintdistanz             | Zürich               | 01:03:38 | Schweizer Meisterin Triathlon Sprintdistanz          |
| 22. Aug. 2021 | 2    | Allgäu Triathlon                                              | Immenstadt im Allgäu |          | auf der olympischen Distanz                          |
| 5. Aug. 2018  | 1    | Schweizer Meisterschaften Juniorinnen Triathlon Sprintdistanz | Nyon                 | 01:11:17 | Schweizer Junioren-Meisterin Triathlon Sprintdistanz |

| Datum/Jahr    | Rang | Wettbewerb             | Austragungsort       | Zeit     | Bemerkung              |
| ------------- | ---- | ---------------------- | -------------------- | -------- | ---------------------- |
| 6. Juli 2025  | 4    | Ironman 70.3 Jönköping | Jönköping            | 04:10:13 | Europameisterschaft    |
| 25. Mai 2025  | 6    | Ironman 70.3 Kraichgau | Kraichgau            | 04:27:04 |                        |
| 19. Okt. 2024 | 3    | Ironman 70.3 Cascais   | Cascais              | 04:16:28 |                        |
| 18. Aug. 2024 | 2    | Allgäu Triathlon       | Immenstadt im Allgäu |          | auf der Mitteldistanz  |
| 21. Apr. 2024 | 12   | Ironman 70.3 Valencia  | Valencia             | 04:20:21 | bei der Erstaustragung |
| 24. Okt. 2021 | 13   | Ironman 70.3 Cascais   | Cascais              | 04:40:37 |                        |

(DNF – Did Not Finish)